# Левон I
Левон I (також Лео I або Леон I; вірм. Լեոն Ա, ?-14 лютого 1140, Константинополь) — четвертий інкнакал (володар) Вірменської Кілікії і тагавор айоц (король вірменський) або «Володар Гір» з династії Рубінянів (1129-1137), син Костандіна I.

## Ранні роки
Левон був молодшим сином Костандіна I, володаря Кілікії. Цілком імовірно, що його матір'ю була праонука візантійського воєначальника Барди Фоки. До сходження на трон був воєначальником свого брата Тороса I. Ще за життя свого брата, Левон прославився як хоробрий воїн, брав участь у битві при Аазазі За свідченням Матеоса Урхаєці 1118 року він допомагав антіохійському князю Роджеру під час облоги Алеппо:
|  | Того дня вірменський князь Левон здобув славу хороброго воїна Христа. Його славили франкські воїни. Починаючи з того дня, Роджер полюбив вірменських воїнів |

### Сходження на престол

Кілікійська Вірменія та держави хрестоносців — 1135 рік

Торос I, брат Левона, помер 1129 року, його син Костянтин помер за кілька місяців під час палацових інтриг, і влада перейшла до Левона. Інші автори (наприклад Яків Казарян, Ваан Куркджян) припускають, що у Тороса I не було спадкоємців чоловічої статі й після його смерті на престол зійшов безпосередньо Левон.

### Правління
Перші роки правління Левона припали на несприятливі для країни часи. В лютому 1130 року антіохійський князь Боемунд II, метою якого було відновлення втрачених володінь князівства, вирішив, що настав слушний момент для того щоб повернути Аназарб (колишнє антіохійське місто, завойоване вірменами ще за царювання Тороса I) й організував військовий похід на Кілікію. Левон, остерігаючись антіохійського вторгнення, уклав союз із правителем держави Данішмендидів, еміром Газі II, і того ж 1130 року неподалік від Мамістри війська Боемунда були розбиті спільними вірменсько-туркменськими силами. В бою загинув також князь Боемунд, а його голову емір Газі надіслав до халіфа в Багдад.
Убивство Боемунда стало приводом для подальшого східного походу візантійського імператора Іоанна Комніна, тим більше, що в Конійському султанаті спалахнула боротьба за владу між синами покійного султана, та для візантійців це було слушною нагодою, щоб повернути втрачені малоазійські володіння імперії.
Невдовзі після смерті Боемунда II Левон зайняв Тарс, Маместію та Адану у Рівнинній Кілікії, про це свідчать хроніка Смбата Гундстабля, Михаїл Сирієць і низка арабських джерел. 1133 року Левон захопив замок Сарвентікар у правителя Мараша Балдуїна.
1136 року новий князь Антіохії, Раймунд I. Який також претендував на зайняті Левоном володіння, за схвалення короля Фулька Єрусалимського, розпочав війну проти Кілікії. Разом з Балдуїном Мараським він напав на володіння Левона, однак останній за допомогою свого племінника, графа Жослена Едеського, відбив напад антіохійців. Переможець Левон погодився на персональні перемовини з Балдуїном, однак той підступно захопив вірменського князя в полон і відправив до Антіохії.
Користуючись відсутністю Левона, данішмендський емір Мухаммад вторгся до Кілікії та знищив весь урожай. Приголомшений такою бідою, Левон купив свою свободу, відмовившись від Сарвентікара, Маместії й Адани на користь Раймунда, а також заплативши значний викуп. Однак, звільнившись із полону та повернувшись до Кілікії, вірменський князь повернув собі перелічені міста. Війна спалахнула знову, допоки на початку 1137 року зусиллями Жослена було встановлено перемир'я між двома державами. Обидва монархи розуміли, що похід імператора Іоанна загрожував і Кілікії, і Антіохії, тож їм довелось сформувати єдиний альянс проти візантійців.

#### Окупація Кілікії візантійцями
Союз з Антіохією був нетривалим. Незважаючи на спротив вірменів (в Аназарбі вірменський гарнізон опирався упродовж 37 днів), імператору вдалось узяти одне за одним низку кілікійських міст і фортець, після чого він вирушив на Антіохію. Розпочавши свій малоазійський похід під приводом захисту православного населення Антіохії, Іоанн Комнін вирішив висунути претензії Раймунду на Антіохійське князівство, яке колись фактично привласнив собі Боемунд Тарентський, який натомість мав передати її Олексію I, батьку Іоанна. Раймунд, союзники якого переймались власними проблемами, був змушений визнати васальну залежність від Візантії. Після підкорення Антіохії імператор спрямував свої війська назад на Кілікію. Візантійці застали Левона в родовому замку Рубінянів — Вахку (нині Феке, Туреччина). Після тривалого опору оборонців під ударами Візантії останній оплот Кілікійського князівства здався.
Так, незважаючи на відчайдушний спротив, Кілікійське князівство здалось 1137 року, а уведений зі своєю родиною (дружиною та двома синами — Рубеном і Торосом) в Константинополь, князь Левон помер у в'язниці невдовзі після страти свого сина Рубена, 14 лютого 1140 року. Його князівство на короткий час було ліквідовано та приєднано до Візантії.
На відміну від свого батька та брата, принц Торос пережив константинопольський полон і 1143 року йому вдалось утекти. Повернувшись до Кілікії, царевич Торос, який зійшов на престол як Торос II, очолив вірменські війська та вигнав з країни візантійські гарнізони, звільнивши окуповані регіони, зокрема повернувши Вахку, Бардзрберд (нині Андирин, Туреччина), Сіс, Аназабу, Адану, Мопсуєстію (Мамістра) й Тарс.

## Шлюб та діти
Ім'я та походження його дружини невідомі. Не виключено, що вона була дочкою графа Гуго I Ретельського — Сесілія, чи, можливо, дочкою Гавриїла Мелітенського.
Діти:
- неназвана дочка, дружина «франкського лицаря з Антіохії»[3]
- неназвана дочка, дружина Василя Тха, князя Єфратесу.[3]
- (?)[3] Костандін[1] (? Едеса, 1138/1144)[3]
- Торос II (? — 6 лютого 1169)[3]
- Стефан (до 1110 — 7 лютого 1165)[3]
- Млех (до 1120 — 15 травня 1175, Сіс)[3]
- Рубен (після 1120–1138(?)/1141[3])